# Palacio de Congresos y Auditorio Kursaal

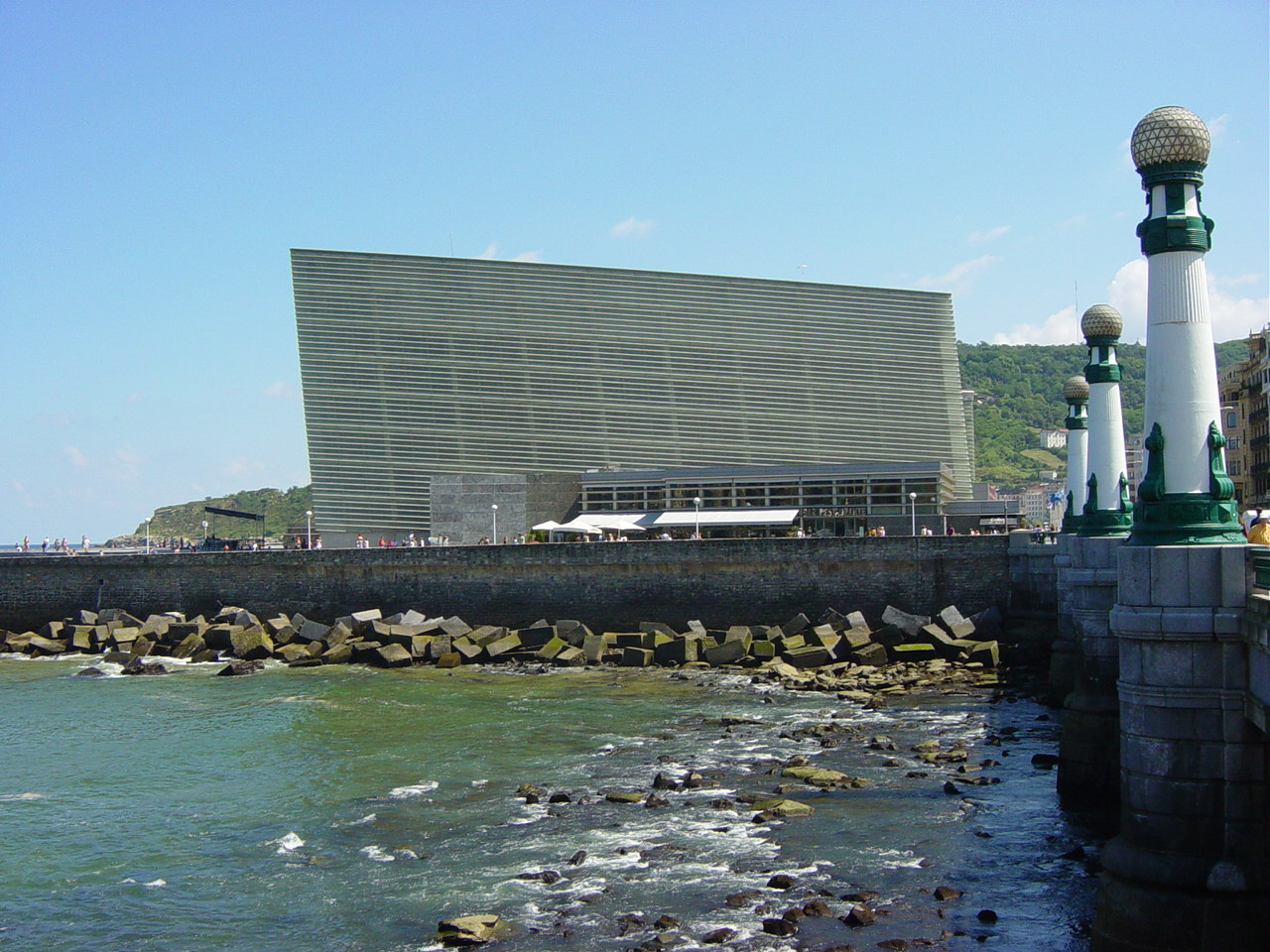
Das Kulturzentrum Kursaal von der Brücke aus gesehen

Der Gebäudekomplex Kursaal (spanisch Palacio de Congresos y Auditorio Kursaal, baskisch Kursaal jauregia) in Donostia-San Sebastián im spanischen Baskenland ist ein Kongress- und Kulturzentrum. Der architektonische Komplex mit mehreren großen Sälen und weiteren Veranstaltungsräumen stammt von Rafael Moneo. Er wurde 1999 eröffnet und ist seitdem auch der Sitz des Filmfestivals San Sebastian. Der Auditorio genannte größte Saal hat eine Kapazität von über 1.800 Sitzplätzen, bei der Sala de Cámara sind es mehr als 600 Plätze.

## Geschichtliches, der Name „Kursaal“
Der Gran Kursaal Marítimo de San Sebastián wurde im 1921 eingeweiht. Das Gebäude lag direkt am Strand (playa de Gros) und der Mündung des Flusses Urumea. Die Brücke, die den Gran Kursaal mit der Stadt verband, heißt noch heute puente del Kursaal. Der aus dem Deutschen stammende Begriff (auch Kurhaus) benennt ein repräsentativ gestaltetes Mehrzweckgebäude, das in Ferienorten dem gesellschaftlichen Leben Raum bietet. In Frankreich wurden diese Bauten Casino genannt; dieses Wort geht ebenfalls über die Bedeutungen Spielbank und Offizierskasino hinaus. Das historische Gebäude wurde 1973 abgerissen.

## Auszeichnungen
Der Bau wurde mit dem Pritzker-Preis, dem Premio Príncipe de Viana de la Cultura und der Medalla de Oro de Bellas Artes der spanischen Regierung ausgezeichnet. 2001 erhielt Rafael Moneo für den Kursaal den European Union Prize for Contemporary Architecture (Preis der Europäischen Union für zeitgenössische Architektur), der auch unter seinem früheren Namen Mies van der Rohe Award for European Architecture bekannt ist.

## Bilder

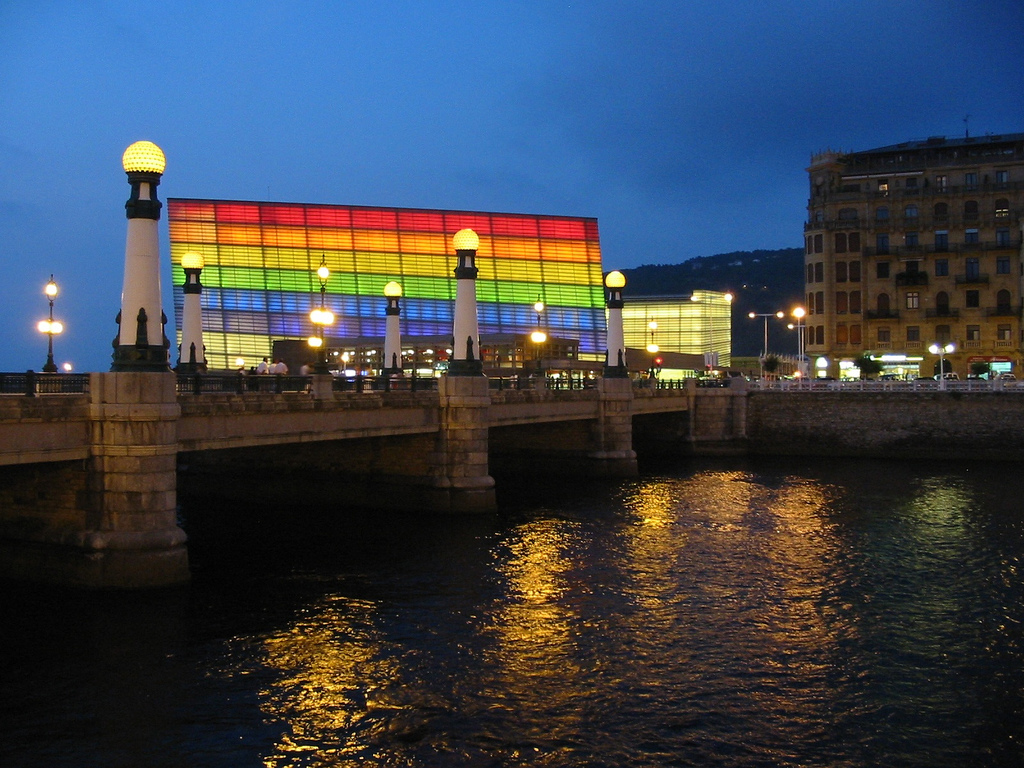
Ansicht bei Nacht mit spezieller Beleuchtung
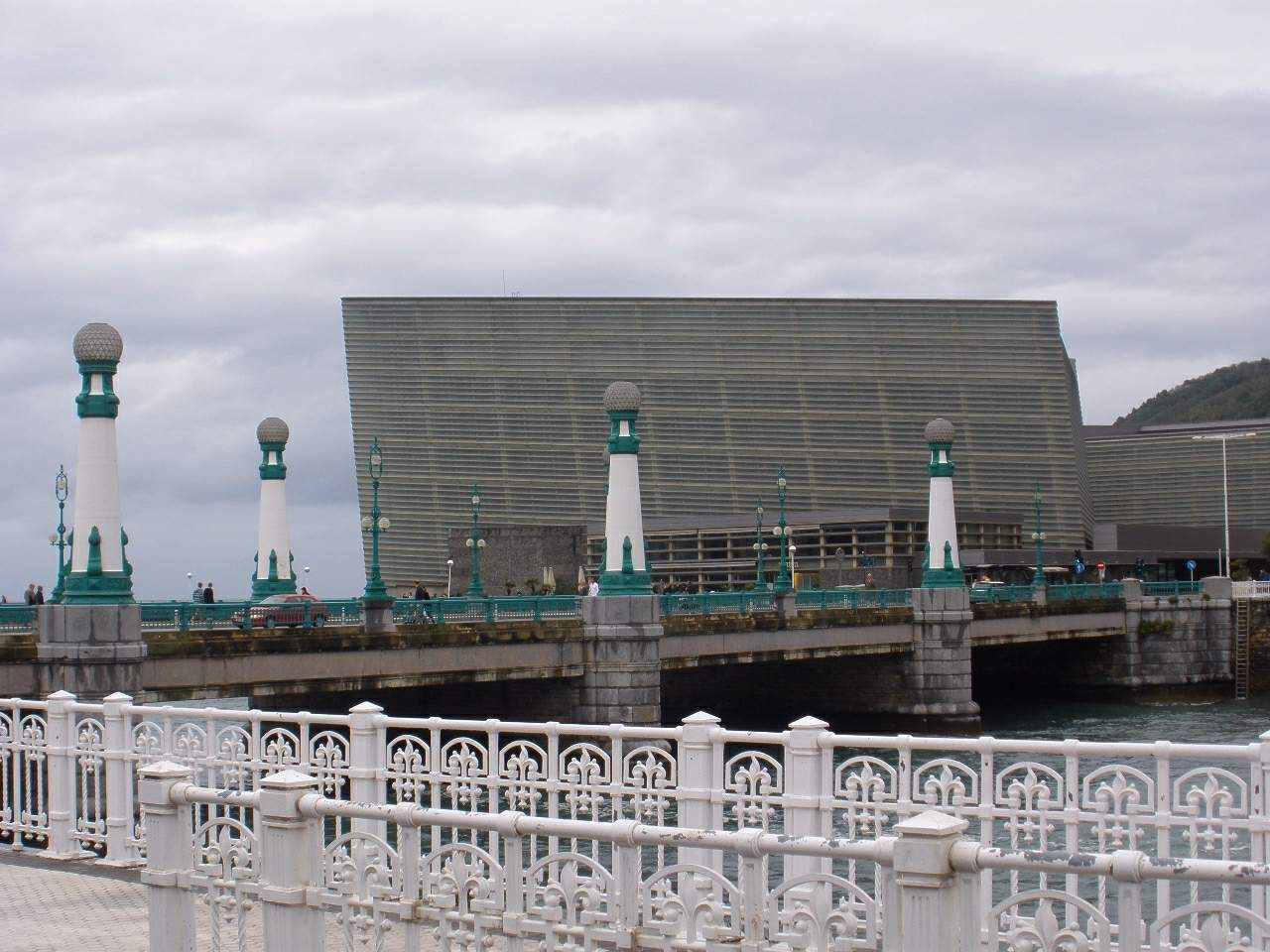
Der Kursaal und die Brücke über den Urumea
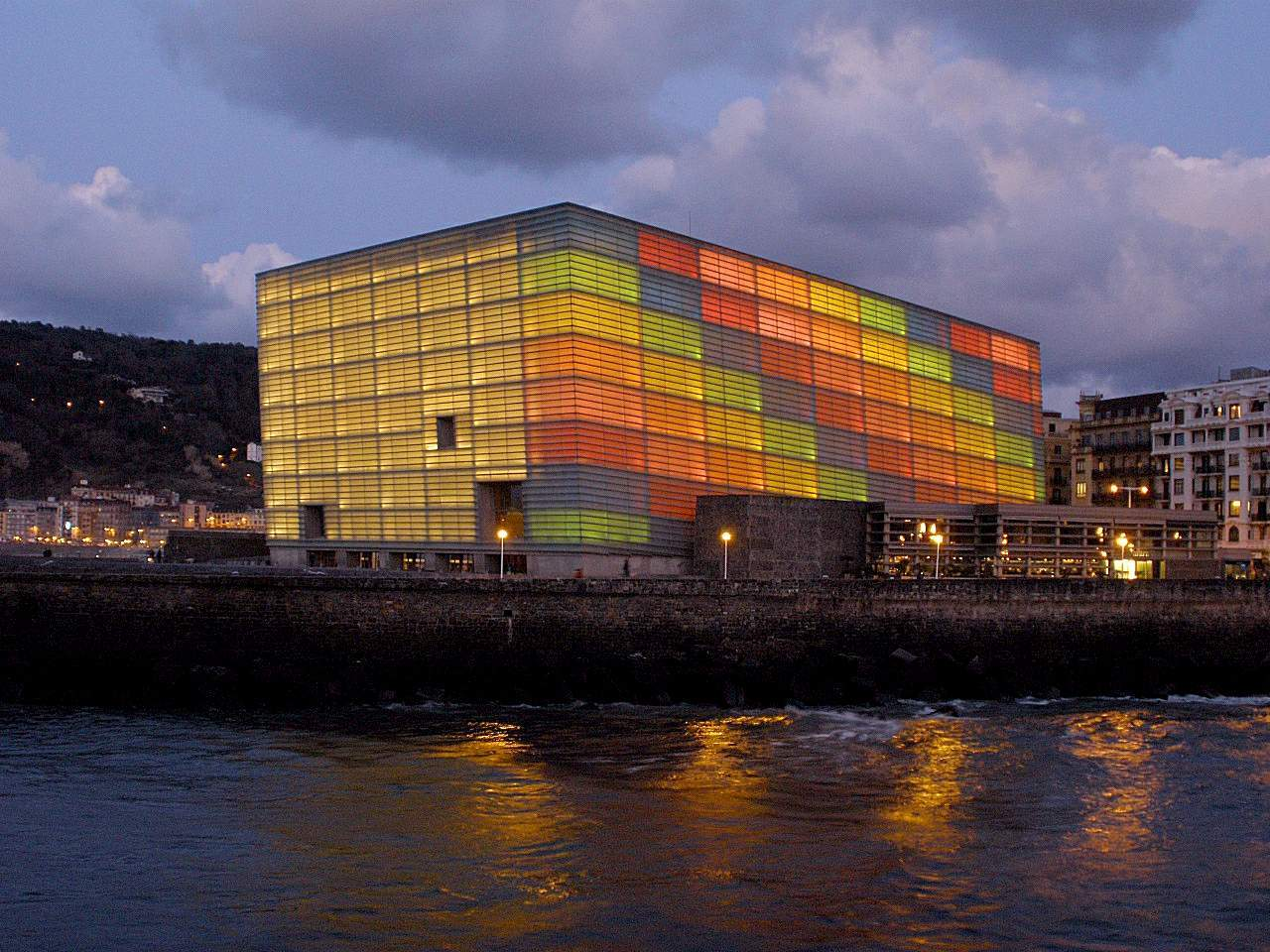
Der Kursaal in der Dämmerung
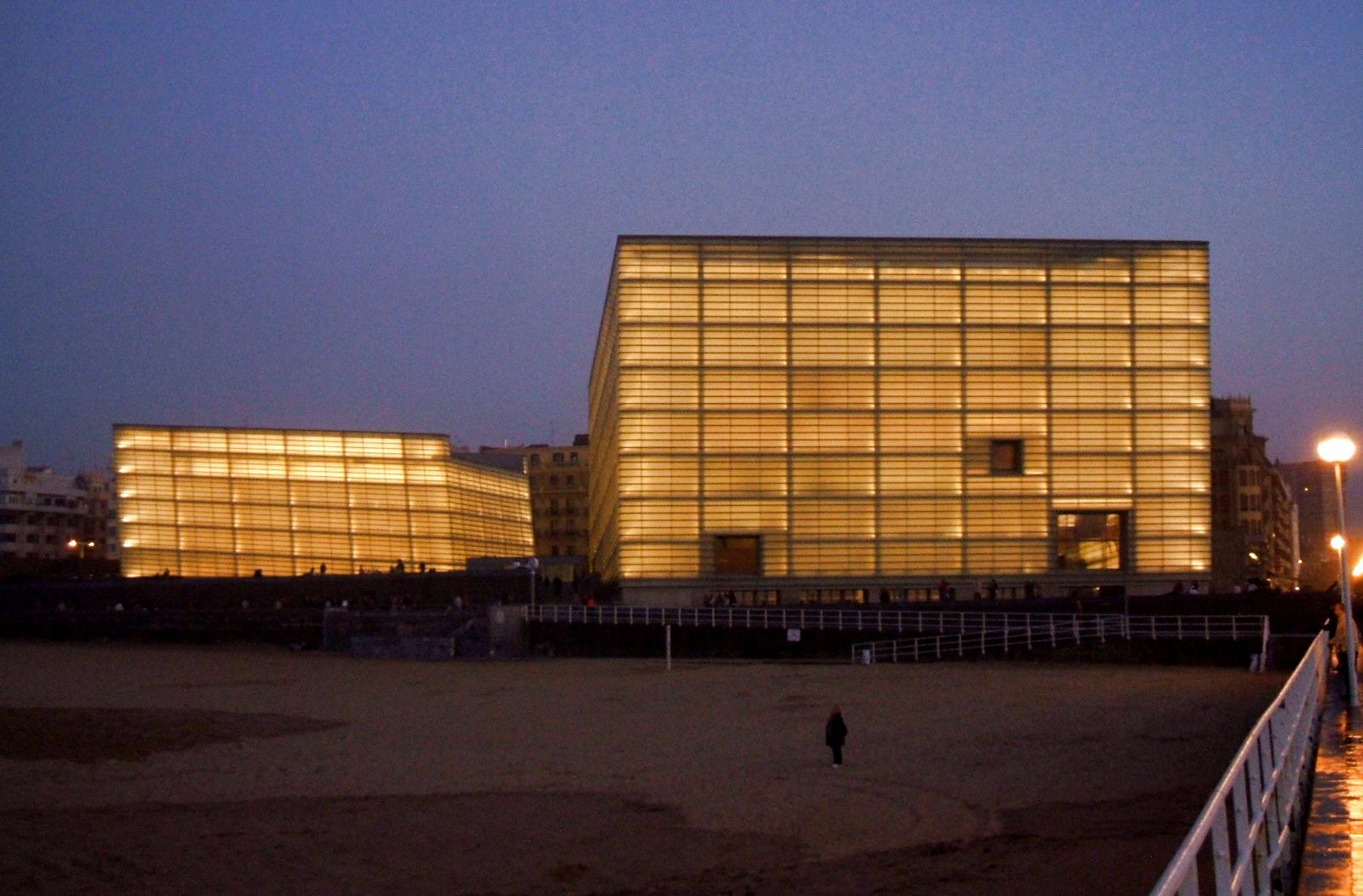
Blick auf den beleuchteten Gebäudekomplex